# Sepsa
Sepsa je sindrom sistemskega vnetnega odziva, ki ga povzročajo patogeni mikroorganizmi in njihovi toksini v krvi in drugih tkivih ter izzivajo odziv imunskega sistema z levkocitozo ali levkopenijo ter s kliničnimi znaki, kot so hipertermija, tahikardija in tahipneja. Brez ustreznega zdravljenja se lahko stopnjuje do nevarnega septičnega šoka, ki se lahko konča s smrtnim izidom.

## Opredelitev
Leta 1992 so na konferenci ameriškega Združenja za intenzivno medicino sprejeli enotne definicije sindroma sistemskega vnetnega odgovora, sepse, hude sepse in septičnega šoka:
- sindrom sistemskega vnetnega odgovora (angl. Systemic Inflammatory Response Syndrome, SIRS) so opredelili s prisotnostjo vsaj dveh od naštetih sistemskih vnetnih znakov: zvišana ali znižana telesna temperatura (nad 38 °C ali pod 36 °C), povišana srčna frekvenca (več 90 utripov na minuto), pospešena frekvenca dihanja (več kot 20 vdihov na minuto ali delni tlak ogljikovega dioksida v arterijski krvi manj od 32 mmHg) in spremembe v krvni sliki (povečano število levkocitov),
- za sepso gre, kadar sindrom sistemskega vnetnega odgovora povzroči okužba,
- pri hudi sepsi se pojavijo simptomi in znaki motnje v delovanju posameznih organov ter znaki zmanjšane prekrvljenosti ali hipotenzija,
- če se hudi sepsi pridruži arterijska hipotenzija, neodzivna na nadomeščanje tekočine, gre za septični šok.

Pogosto enačimo sepso z bakteriemijo, vendar je tako enačenje zavajajoče. Bakteriemija pomeni prisotnost bakterij v krvi, sepsa pa je klinično izražena bolezen.

## Znaki in simptomi
Poleg simptomov, ki jo povzroča okužba sama, sepso pogosto spremljajo vročina ali znižana telesna temperatura, pospešeno dihanje (tahipneja), pospešeno bitje srca (tahikardija), zmedenost in edemi. Med zgodnjimi bolezenskimi znaki se pokažejo hitro bitje srca, zmanjšana količina seča (oligurija) in povišan krvni sladkor. Značilni kasnejši znaki so zmedenost, presnovna acidoza (ki jo lahko zaradi pospešenega dihanja spremlja še respiratorna alkaloza), znižan krvni tlak, povečan minutni volumen srca ter motnje strjevanja krvi, ki lahko vodijo v odpoved različnih organov.
Znatno znižanje krvnega tlaka lahko vodi v šok, ki lahko povzroči omotičnost. Pojavijo se lahko tudi nastajanje podplutb in obsežne krvavitve.

## Vzrok
Sepso povzroči burni odziv imunskega sistema na okužbo z mikroorganizmom. Povzročitelji so najpogosteje bakterije (grampozitivne in gramnegativne), redkeje glive. Gramnegativne bakterije, ki najpogosteje povzročijo sepso, so enterobakterije (npr. Escherichia coli in Klebsiella spp.), med grampozitivnimi bakterijami pa Staphylococcus aureus, koagulazno negativni stafilokok in streptokoki. Glive povzročijo sepso v okoli 5 % primerov; najpogosteje jo povzročijo kvasovke iz rodu kandid.
Primarni vir okužbe so običajno pljuča, trebuh in sečila. V okoli 50 % primerov okužba izvira iz pljuč, v eni tretjini primerov pa izvora ne morejo opredeliti.

## Epidemiologija
V zadnjih desetletjih se je pojavnost sepse podvojila, in sicer zaradi staranja prebivalstva in večjega števila kroničnih bolnikov (s sladkorno boleznijo, z rakavimi boleznimi, s končnim stadijem ledvične odpovedi, z žilnimi katetri, vsadki itd.) V ZDA opisujejo incidenco sepse na 240 primerov/100.000 prebivalcev. V Sloveniji incidenco hude sepse pri odraslih ocenjujejo na 118 primerov/100.000 prebivalcev. Smrtnost bolnikov s sepso se glede na stopnjo (sepsa, huda sepsa, septični šok) giblje med 25 in 60 %.